# Ronde van Spanje 1941
De 3e editie van de Ronde van Spanje werd verreden in 1941 en duurde van 12 juni tot en met 6 juli. Het parcours liep van Madrid naar Madrid over 22 etappes en de eindoverwinning ging naar Julián Berrendero.

## Verloop
De eerste Ronde van Spanje na de Spaanse Burgeroorlog, georganiseerd door de centrale regering in samenwerking met de sportkrant "Gol", kende een overheersende aanwezigheid van Spaanse renners. Vanwege de Tweede Wereldoorlog kwamen slechts vier Zwitsers over naar Spanje. Deze editie zou dan ook in de boeken komen als die met de minste deelnemers (32) en werd ook de traagste tot op heden, met een gemiddelde van 26,108 km/u voor winnaar Berrendero, de eerste Spaanse eindoverwinnaar in de geschiedenis. Alle etappes kenden een Spaanse winnaar.
Nieuw in deze ronde was de witte trui als vervanger van de oranje trui voor de algemeen klassementsleider. Een andere primeur was de invoering van de individuele tijdrit (gewonnen door Delio Rodríguez). Deze Delio Rodríguez, een van de beste Spaanse sprinters in de geschiedenis, zou een groot stempel op deze editie drukken met twaalf etappezeges.
Twee grote ploegen beheersten de strijd: Real Club Deportivo Espanyol (Julián Berrendero, Delio Rodríguez, Fermín Trueba) en F.C. Barcelona (Vicente Carretero, Antonio Escuriet). Berrendero, die tijdens de burgeroorlog lange tijd gevangen had gezeten, en Trueba bleven tot de laatste dag strijden om de eindzege. 
Julian Berrendero pakte op de eerste dag de witte trui, maar stond hem een dag later af aan zijn ploegmaat Delio Rodríguez, die tot aan de Andalusische bergen in het wit zou rijden, waarna klimmer Fermín Trueba de eerste plaats overnam. 
In de 14e etappe, van Bilbao naar Santander, leverden Trueba en Berrendero een groot gevecht. Trueba pakte bijna 9 minuten op Berrendero op de top van de Col de Braguia. Berrendero kwam echter geweldig terug in de afdaling, liep 6 minuten in en verloor aan de finish nog maar 2 minuten en 9 seconden. 
Berrendero sloeg zijn slag in de 53-kilometer lange tijdrit van Gijón naar Oviedo, waarin hij 4 minuut 41 voorsprong op Trueba nam, die met een lekke band te maken kreeg. In Madrid had Berrendero nog 67 seconden voorsprong over op Trueba, die wel het bergklassement zou winnen.

## Belgische en Nederlandse prestaties
In totaal namen er 0 Belgen en 0 Nederlanders deel aan de Vuelta van 1941.

### Belgische etappezeges
In 1941 was er geen Belgische etappezege.

### Nederlandse etappezeges
In 1941 was er geen Nederlandse etappezege.

## Etappe-overzicht
| Etappe | Datum     | Van - naar            | Km                | Etappewinnaar         | Klassementsleider |
| ------ | --------- | --------------------- | ----------------- | --------------------- | ----------------- |
| 1      | 12 juni   | Madrid-Salamanca      | 210               | Julián Berrendero     | Julián Berrendero |
| 2      | juni      | Salamanca-Cáceres     | 214               | Antonio Montes        | Delio Rodríguez   |
| 3      | juni      | Cáceres-Sevilla       | 270               | Delio Rodríguez       | Delio Rodríguez   |
| 4      | juni      | Sevilla-Málaga        | 212               | Antonio Escuriet      | Fermín Trueba     |
| 5      | juni      | Málaga-Almería        | 220               | Delio Rodríguez       | Fermín Trueba     |
| 6      | juni      | Almería-Murcia        | 223               | Delio Rodríguez       | Fermín Trueba     |
| 7      | juni      | Murcia-Valencia       | 248               | Antonio Andrés Sancho | Fermín Trueba     |
| 8      | juni      | Valencia-Tarragona    | 279               | Fermín Trueba         | Fermín Trueba     |
| 9      | juni      | Tarragona-Barcelona   | 97                | Antonio Martín        | Fermín Trueba     |
| 10     | juni      | Barcelona-Zaragoza    | 306               | Delio Rodríguez       | Fermín Trueba     |
| 11     | juni      | Zaragoza-Logroño      | 174               | Delio Rodríguez       | Fermín Trueba     |
| 12     | juni      | Logroño-San Sebastian | 209               | Delio Rodríguez       | Fermín Trueba     |
| 13     | juni      | San Sebastian-Bilbao  | 160               | Federico Ezquerra     | Fermín Trueba     |
| 14     | juni/juli | Bilbao-Santander      | 213               | Fermín Trueba         | Fermín Trueba     |
| 15     | juni/juli | Santander-Gijón       | 192               | Delio Rodríguez       | Fermín Trueba     |
| 16     | juni/juli | Gijón-Oviedo          | 53 (ind. tijdrit) | Delio Rodríguez       | Julián Berrendero |
| 17     | juni/juli | Oviedo-Luarca         | 101               | Delio Rodríguez       | Julián Berrendero |
| 18     | juli      | Luarca-La Coruña      | 219               | Delio Rodríguez       | Julián Berrendero |
| 19     | juli      | La Coruña-Vigo        | 178               | Delio Rodríguez       | Julián Berrendero |
| 20     | juli      | Vigo-Verín            | 178               | Delio Rodríguez       | Julián Berrendero |
| 21     | juli      | Verín-Valladolid      | 301               | Julián Berrendero     | Julián Berrendero |
| 22     | 6 juli    | Valladolid-Madrid     | 198               | Vicente Carretero     | Julián Berrendero |

## Eindstand

### Algemeen klassement
| Plaats | Naam                  | Tijd       |
| ------ | --------------------- | ---------- |
| 1      | Julián Berrendero     | 168u45'26" |
| 2      | Fermín Trueba         | + 1'07"    |
| 3      | José Jabardo          | + 6'32"    |
| 4      | Delio Rodríguez       | + 29'17"   |
| 5      | Antonio Andrés Sancho | + 35'40"   |
| 6      | Antonio Escuriet      | + 35'57"   |
| 7      | Antonio Martín        | + 46'04"   |
| 8      | Vicente Carretero     | + 54'25"   |
| 9      | José Cano             | + 1h05'40" |
| 10     | Manuel Izquierdo      | + 1h24'13" |

### Bergklassement
| Plaats | Naam              | Punten |
| ------ | ----------------- | ------ |
| 1      | Fermín Trueba     | 32     |
| 2      | Julián Berrendero | 31     |
| 3      | Vicente Carretero | 15     |